# 七家湾遺跡
七家湾遺跡（しちかわんいせき）は台湾台中市の七家湾渓沿いで発見された先史時代の遺跡。
七家湾渓は台中市武陵農場内に位置している。1997年5月、考古学研究者により七家湾渓河畔で先史時代の文化層が発見され、翌年より2年間にわたり関係者により試掘方式が行われ、七家湾遺跡の分布範囲が確定した。
七家湾遺跡は異なる文化層が重層的に存在し、遺跡からは石棺や土器などが発見された。1999年に武陵農場国民賓館の新館建築が遺跡区域で計画されると、研究者による大規模な開発発掘が実施されたが、特に大きな成果を挙げることなく終了、遺跡は開発により破壊されてしまった。
この遺跡は台湾における最高標高で発見され、また土器が大量に発見された点で貴重な遺跡とされた。研究者は宜蘭と中部の埔里を結ぶ交通の要衝であり、当時の台湾人が内陸部の交易活動を行っていた傍証とする意見も提出されている。

## 参考資料
- 『台湾歴史辞典』
- 劉益昌 『七家湾遺址受国民賓館影響範囲發掘報告』（1999年）